# Western Highlands Province
Western Highlands ist eine der 21 Provinzen von Papua-Neuguinea. Die Provinz zählt mit 8.288 km² und knapp über 362.850 Einwohnern im Jahr 2011 zu den kleinsten und am dichtesten besiedelten des Landes. Hauptstadt ist Mount Hagen mit 46.256 Einwohnern (Zählung im Jahr 2013).
Western Highlands besitzt eine vielfältige Landschaft. Zwischen den mit Viertausender-Gipfeln gespickten Gebirgsketten Kuborgebirge und Bismarckgebirge im Süden und Norden gibt es Wälder, Bergsavannen, Grasland und Gartenanbau. Mit dem Highland Highway gibt es eine gute Verkehrsanbindung für den Tourismus, außerdem ist der Anbau von Tee und Kaffee wichtig.
Western Highlands gehörte zur deutschen Kolonie Deutsch-Neuguinea. Die Hauptstadt Mount Hagen wurde nach dem deutschen Verwaltungsbeamten Curt von Hagen benannt. 1951 wurde das Hochlandgebiet in verschiedene Provinzen geteilt, 1968 die Provinz Enga von Western Highlands abgespalten. Das Gebiet von Western Highlands ist traditionell ein Treffpunkt für den Handel der Hochlandbewohner.
Die Nachbarprovinzen sind Jiwaka im Osten, Madang im Norden, Enga im Westen und Southern Highlands im Süden.

## Bevölkerung
Die Hochlandbewohner sind zumeist klein von Statur und haben mittelbraune Haut. Es gibt wie meist in Papua-Neuguinea viele sehr kleine Stämme und Sprachgruppen wie Jiwaka, Jate, Manga und Kuma, aber auch einige große wie die Metlpa. Ma-Enga und Roni bauen Tee an. Viele Stämme pflegen einen intensiven Ahnenkult.

## Distrikte und LLGs
Die Provinz Western Highlands ist in sieben Distrikte unterteilt. Jeder Distrikt besteht aus einem oder mehreren „Gebieten auf lokaler  Verwaltungsebene“, Local Level Government (LLG) Areas, die in Rural (ländliche) oder Urban (städtische) LLGs unterschieden werden.
| Distrikt                     | Verwaltungszentrum | Bezeichnung der LLG-Gebiete |
| ---------------------------- | ------------------ | --------------------------- |
| Anglimp-South Waghi Distrikt | Minj               | Anglimp Rural               |
| Anglimp-South Waghi Distrikt | Minj               | South Waghi Rural           |
| Dei Distrikt                 | Dei                | Muglamp Rural               |
| Dei Distrikt                 | Dei                | Kotna Rural                 |
| Mount Hagen Distrikt         | Mount Hagen        | Mount Hagen Rural           |
| Mount Hagen Distrikt         | Mount Hagen        | Mount Hagen Urban           |
| Mul-Baiyer Distrikt          | Baiyer             | Baiyer Rural                |
| Mul-Baiyer Distrikt          | Baiyer             | Lumusa Rural                |
| Mul-Baiyer Distrikt          | Baiyer             | Mul Rural                   |
| Jimi Distrikt                | Tabibuga           | Jimi Rural                  |
| Jimi Distrikt                | Tabibuga           | Kol Rural                   |
| North Waghi Distrikt         | Banz               | North Waghi Rural           |
| North Waghi Distrikt         | Banz               | Nondugl Rural               |
| Tambul-Nebilyer Distrikt     | Nebilyer           | Mount Giluwe Rural          |
| Tambul-Nebilyer Distrikt     | Nebilyer           | Nebilyer Rural              |